# 이베르통 히베이루
에베르통 아우구스투 지 바호스 히베이루(포르투갈어: Everton Augusto de Barros Ribeiro, 1989년 4월 10일 ~ )는 에베르통 히베이루로 불리는 브라질의 축구 선수이며 포지션은 공격형 미드필더 및 윙어이다. 현재 캄페오나투 브라질레이루 세리이 A의 바이아에서 뛰고 있다.

## 축구인 경력

### 클럽 경력
2001년 코린치앙스의 유소년 팀에 입단하였고 2007 시즌 프로 무대에 데뷔하여 리그 4경기에 출전하였다. 2008 시즌 후반기 상카에타누로 임대되어 2시즌 반 동안 활약하였으며 임대 복귀 후 코리치바로 이적하였다. 코리치바에서의 2번째 시즌인 2012 시즌엔 29경기에 출전하여 8골을 기록하며 팀 내 최다 득점을 기록하였다.
2013 시즌을 앞두고 크루제이루로 이적하였다. 크루제이루에서 히카르두 골라르트와 호흡을 맞추며 팀의 2시즌 연속 브라질 세리에 A 우승을 이끌었고 2시즌 모두 리그 베스트 11에 선정되었다. 이러한 활약을 바탕으로 맨체스터 유나이티드, AC 밀란, AS 모나코 등과 링크되었으나 2015년 2월 거액을 제시한 알아흘리로 이적하였다.

### 국가대표 경력
2014년 8월 19일 발표된 브라질 국가대표팀 명단에 포함되었고 9월 5일 A매치 데뷔전을 치렀다.
2015년 6월에 열린 2015 코파 아메리카에 출전하였다. 파라과이와의 8강 경기에 교체 투입된 후 승부차기 키커로 나섰으나 실축하였다.